# Archiconfraternita della Sacra Spina
L'Archiconfraternita della Sacra Spina di Fermo è un'associazione pubblica di fedeli cristiano-cattolici, eretta nell'Arcidiocesi di Fermo che ha come compito statutario, custodire, proteggere e venerare la Reliquia della Spina che proviene dalla Corona posta sul capo di Gesù Cristo, in segno di derisione, dai legionari presenti nel pretorio dopo la formalizzazione dell'accusa del sinedrio, prima della morte per crocifissione sul Golgota.

## Storia
L'Archiconfraternita della Sacra Spina è stata fondata da padre Silvestro da Rossano lettore generale dell'Ordine dei frati Minori Cappuccini nel 1574 durante una delle sue prediche quaresimali nella città di Fermo. Confermata con Breve apostolico dal cardinale Felice Peretti (successivamente eletto papa col nome di Sisto V) allora Ordinario Diocesano di Fermo e poi dal papa Gregorio XIII nel 1578 e nel 1599 da papa Clemente VIII. Il generale agostiniano padre Taddeo da Perugia nel 1577 emana un Breve con il quale affilia la confraternita ai beni spirituali del suo ordine religioso. La reliquia verrà posta nella cappella laterale sinistra precedentemente dedicata alla Venuta della Santa Casa. Fu in questa cappella, infatti, che S. Nicola da Tolentino, durante una delle sue intense orazioni preconizzò il miracolo.

## Attualità
Dopo un periodo d'inattività, S.E. Monsignor Luigi Conti Arcivescovo di Fermo ha emanato il decreto che di fatto ha riattivato il Pio Sodalizio ufficializzando il nuovo direttivo, confermando l'elioneio precedentemente avvenuta. L'Archiconfraternita svolge le sue attività civili e religiose nella parrocchia di santa Lucia di Fermo in quanto la sede e la cappella della s. Spina situati all'interno della chiesa di S. Agostino di Fermo sono stati resi inagibili dal sisma del 2016.